# بالگردگاه اولویتسوپ پا
بالگردگاه اولویتسوپ پا (به انگلیسی: Alluitsup Paa Heliport) یک فرودگاه همگانی با کد یاتا LLU است. این فرودگاه در کشور گرینلند قرار دارد.